# Basil Thomson
Pour les articles homonymes, voir Thomson.
Basil Thomson, né à Oxford le 21 avril 1861 et mort à Teddington, dans le Grand Londres, le 26 mars 1939, est un policier, un directeur de prison, un responsable des services secrets, un administrateur colonial et un auteur britannique d’essais de criminologie, d’ouvrages historiques et d’une douzaine de romans policiers.

## Biographie
Après des études à l’université d'Oxford, il est admis au Inner Temple de Londres. Reçu au Barreau, il exerce au Bureau des Affaires étrangères et du Commonwealth et est envoyé aux Fidji pour assister le gouverneur Sir William Des Vœux. Il s’y emploie, tout en apprenant les langues des autochtones.  De retour en Angleterre, il se marie en 1899, juste avant d’être nommé administrateur colonial aux Tonga au début des années 1890. Cinq ans plus tard, il s’installe à Londres, entre dans l’administration de la Couronne britannique et devient directeur de la prison du Dartmoor jusqu’en 1907, puis de la prison de Wormwood Scrubs de Londres, alors qu’il est également secrétaire de la Prison Commission (England and Wales) (en). 
Pendant la Première Guerre mondiale, il est nommé à la direction de Scotland Yard de 1913 à 1919. Le 13 août 1915, il capture Franz von Rintelen au large de Ramsgate. Responsable adjoint du contre-espionnage, c'est en cette qualité qu'il interroge Mata Hari à Londres en 1916. Il devient ensuite directeur du Service de renseignements (Intelligence Service) de 1919 à 1921.
Ses premières publications sont des ouvrages sur l’histoire et la géographie des Tonga et des Fidji. Il donne ensuite un premier roman policier, A Court Intrigue (1896), un roman de mœurs, The Indiscretions of Lady Asneath (1898), une pièce de théâtre The Elixir (1898) et un recueil de nouvelles policières humoristiques Mr. Pepper, Investigator (1925).  Passionné par la criminologie, il écrit plusieurs essais sur le fonctionnement des prisons et la psychologie des détenus, notamment The Criminal (1925), où il discute les théories empiriques de Cesare Lombroso avancées dans L’Homme criminel (L’Uomo delinquente - 1876), mettant en doute leurs approximations et se révélant plus près des thèses des sociologues sur les facteurs de la criminalité.
En 1928, Basil Thomson revient au roman policier avec Carfax Abbey (1928), mais ce n’est qu’en 1933 qu’il crée le personnage du chef constable Richardson, dont on suivra la carrière jusqu’au grade de superintendant au fil des huit titres qui lui sont consacrés, et publiés en seulement quatre ans, de La Première Affaire de Richardson (1933) à A Murder Arranged (1937). Ces romans, qui décrivent de manière précise et réaliste des enquêtes dans le milieu de la police officielle, sont des précurseurs des récits de procédure policière.
Admis à l'ordre du Bain en 1916 et anobli en 1919, Sir Basil Thomson, qui a également donné des ouvrages autobiographiques, voit sa carrière brisée en 1925 quand il est arrêté et reconnu coupable d'actes indécents commis avec une prostituée dans Hyde Park. Il meurt le 26 mars 1939 dans sa maison de Teddington du Grand Londres.

## Œuvre

### Romans

#### SérieChef constable / Superintendant Richardson
- P.C. Richardson’s First Case (1933) Publié en français sous le titre La Première Affaire de Richardson, Paris, Librairie des Champs-Élysées, Le Masque no 171, 1935
- Richardson Scores Again ou Richardson’s Second Case (1934) Publié en français sous le titre Nouvelle Enquête de Richardson, Paris, Librairie des Champs-Élysées, Le Masque no 226, 1937
- Inspector Richardson, C.I.D. ou The Case of Naomi Clynes (1934)
- Richardson Goes Abroad ou The Case of the Death Diplomat (1935)
- Richardson Solves a Dartmoor Mystery ou The Dartmoor Enigma (1935)
- Death in the Bathroom ou Who Killed Stella Pomeroy? (1936) Publié en français sous le titre Dans la salle de bains, Paris, Librairie des Champs-Élysées, Le Masque no 244, 1937
- Milliner’s Hat Mystery ou The Mystery of the French Milliner (1937)
- A Murder Arranged ou When Thieves Fall Out (1937)

#### SériePeter Graham
- The Metal Flask (1929)
- The Kidnapper (1933)

#### Autres romans policiers
- A Court Intrigue (1896)
- Carfax Abbey (1928)
- The Prince from Overseas (1930)
- The Gold Repeater: a Detective Story for Boys (1936)

#### Autre roman non-policier
- The Indiscretions of Lady Asneath (1898)

### Recueil de nouvelles
- Mr. Pepper, Investigator (1925)

### Théâtre
- The Elixir (1898)

### Autobiographie
- Queer People ou My Experience at Scotland Yard (1922) Publié en français sous le titre La Chasse aux espions: mes souvenirs de Scotland Yard, Paris, Payot, 1933 Publié en français dans une autre traduction sous le titre Un policier anglais : correspondances, souvenirs, Paris, Librairie des Champs-Élysées, coll. Mémoires de guerre secrète no 8, 1935
- The Scene Changes (1937)

### Autres publications
- The Diversions of a Prime Minister (1894), histoire des Tonga
- South Sea Yarns (1894)
- Savage Island: an Account of a Sojourn in Niué and Tonga (1902)
- The Story of Dartmoor Prison (1907)
- The Fijians: a Study of the Decay of Custom (1908) [1]
- The Criminal (1925)
- The Allied Secret Service in Greece (1930) Publié en français sous le titre Les Services secrets alliés en Grèce, Paris, Nouvelle Revue Critique, coll. La Vie d’aujourd’hui  no 30, 1933
- The Story of Scotland Yard (1936) Publié en français sous le titre Les Exploits de Scotland Yard, Paris, Payot, 1936

## Sources
- Jacques Baudou et Jean-Jacques Schleret, Le Vrai Visage du Masque, vol. 1, Paris, Futuropolis, 1984, 476 p. (OCLC 311506692), p. 430-431.
- (en) John M. Reilly (Ed.), Twentieth-century crime and mystery writers, New York, St. Martin's Press, coll. « Twentieth-century writers of the English language », 1982 (réimpr. 1991), 2e éd., 1568 p. (ISBN 978-0-312-82417-4, OCLC 6688156), p. 844.